# Gåltjärnen (Viksjö socken, Ångermanland)
Gåltjärnen är en sjö i Härnösands kommun i Ångermanland och ingår i Ångermanälven-Gådeåns kustområde. Sjön har en area på 0,143 kvadratkilometer och ligger 276,6 meter över havet. Sjön avvattnas av vattendraget Furuhultsån (Seljeån).

## Delavrinningsområde
Gåltjärnen ingår i det delavrinningsområde (696602-158983) som SMHI kallar för Inloppet i Sör-Norsjön. Medelhöjden är 276 meter över havet och ytan är 11,49 kvadratkilometer. Det finns inga avrinningsområden uppströms utan avrinningsområdet är högsta punkten. Avrinningsområdets utflöde Furuhultsån (Seljeån) mynnar i havet. Avrinningsområdet består mestadels av skog (85 procent). Avrinningsområdet har 0,15 kvadratkilometer vattenytor vilket ger det en sjöprocent på 1,3 procent.